# Домінік Файк
Домінік Девід Файк (англ. Dominic David Fike; нар. 30 грудня 1995, Нейплс, Флорида, США) — американський співак, автор пісень, репер й актор. Став популярним після публікації кількох пісень на SoundCloud. Після виходу дебютного мініальбому «Don't Forget About Me, Demos» (2018) підписав контракт з Columbia Records. Пісня «3 Nights» потрапила в десятку найкращих у багатьох країнах. Співпрацював з іншими американськими музикантами «Brockhampton» і Halsey. Дебютний альбом «What Could Possibly Go Wrong» вийшов 2020 року. Альбом увійшов до топ-50 багатьох країн, зокрема США й Австралію. Записав кавер на пісню Пола Маккартні «The Kiss of Venus» для альбому «McCartney III Imagined» (2021).
2022 року приєднався до другого сезону серіалу «Ейфорія» у ролі підлітка-наркомана Елліота. 2023 року випустив другий студійний альбом «Sunburn», якому передували сингли «Dance in the Courthouse», «Ant Pile», «Mona Lisa» (композиція, яка звучить у фільмі про супергероїв 2023 року «Людина-павук: Крізь Всесвіт») і «Mama's Boy».

## Ранні роки
Народився 30 грудня 1995 року в Нейплс, Флорида, у сім'ї Джесіки Файк і Девіда Міллса. Має змішане афроамериканське, філіппінське та гаїтянське походження. Має двох старших зведених братів, а також молодшого брата Алекса і молодшу сестру Аполлонію (Еппл).
Батьки страждали від героїнової залежності. Батько не був присутнім у дитячі роки Домініка. Коли Файку було десять, батько повернувся на тиждень і за цей час навчив сина кількох акордів на гітарі, а потім знову пішов. Через наркотичну залежність мати часто опинялася за ґратами, тому частину дитинства Домінік жив у різних домівках, наприклад, у старшого брата, далеких родичів або друзів батьків. Файк згадав, що їм з братом часто доводилося піклуватися один про одного через часту відсутність батьків. Був свідком домашнього насильства з боку жорстоких вітчимів.
За його словами, дитинство було «сповнене пригод», оскільки він з друзями проводили час у лісистій місцевості обруч свого району, яку вони називали «Авалонським лісом», де їли снеки та курили марихуану. Навчався у різних школах, зі школи випустився 2014 року. Вступив до коледжу, але кинув його менш ніж за 3 дні.
Був фанатом Джека Джонсона, «Blink-182» і «Red Hot Chili Peppers». У десять років придбав гітару і навчився грати пісні «Red Hot Chili Peppers». Часто тусувався зі своїм старшим братом Шоном у гостьовому будинку друга, де займалися фрістайлом. Пізніше об'єдналися у реп-колектив, який привабив аудиторію, і Файк сформував підгурт «Lame Boys ENT». Ще в старших класах почав викладати пісні в Інтернет. Перша пісня, яку він завантажив на YouTube, називалася «Not A Word». Він також записував пісні на касети.

## Кар'єра

### 2017—2018: «Don't Forget About Me, Demos»
Отримав визнання, створивши біт зі своїм тодішнім продюсером Гантером Пфайффером (знаним як 54), що призвело до публікації кількох популярних пісень на SoundCloud. У жовтні 2018 року випустив мініальбом «Don't Forget About Me, Demos», коли перебував під домашнім арештом за побиття поліціянта. Пізніше потрапив за ґрати в окрузі Колльєр за порушення домашнього арешту. Мініальбом привернув увагу кількох звукозаписних компаній і викликав бід. Усю музику Файка, випущено до мініальбому видалили з потокових сервісів. Звільнився у квітні 2018 року й у серпні підписав контракт з Columbia за 4 мільйонів доларів. Файк сказав, що використав частину гонорару, щоб найняти адвоката для матері, яка була засуджена до в'язниці через наркотики.
16 жовтня 2018 року Columbia випустила мініальбом. Того ж року вийшов сингл «3 Nights». Сингл привернув широку увагу та потрапив до першої десятки чартів в Австралії, Ірландії та Великій Британії. У ньому було звучання акустичної гітари, яке порівнювали з музикою Джека Джонсона. Перебував у ротації на кількох радіостанціях і в списках відтворення Spotify й отримав схвальні відгуки в таких виданнях, як-от «Rolling Stone», «Pitchfork» і «Білборд». Покликаючись на мініальбом, в «Білборд» описали Файка як художника, який «змішує жанри», а пізніше назвали проривом, на який варто звернути увагу, назвавши «3 Nights» «проривним треком із відтінком Motown», «стійким до трендів і непереборним». 4 квітня 2019 року вийшло музичне відео на сингл на YouTube-каналі.

### 2019—2022: «What Could Possibly Go Wrong»

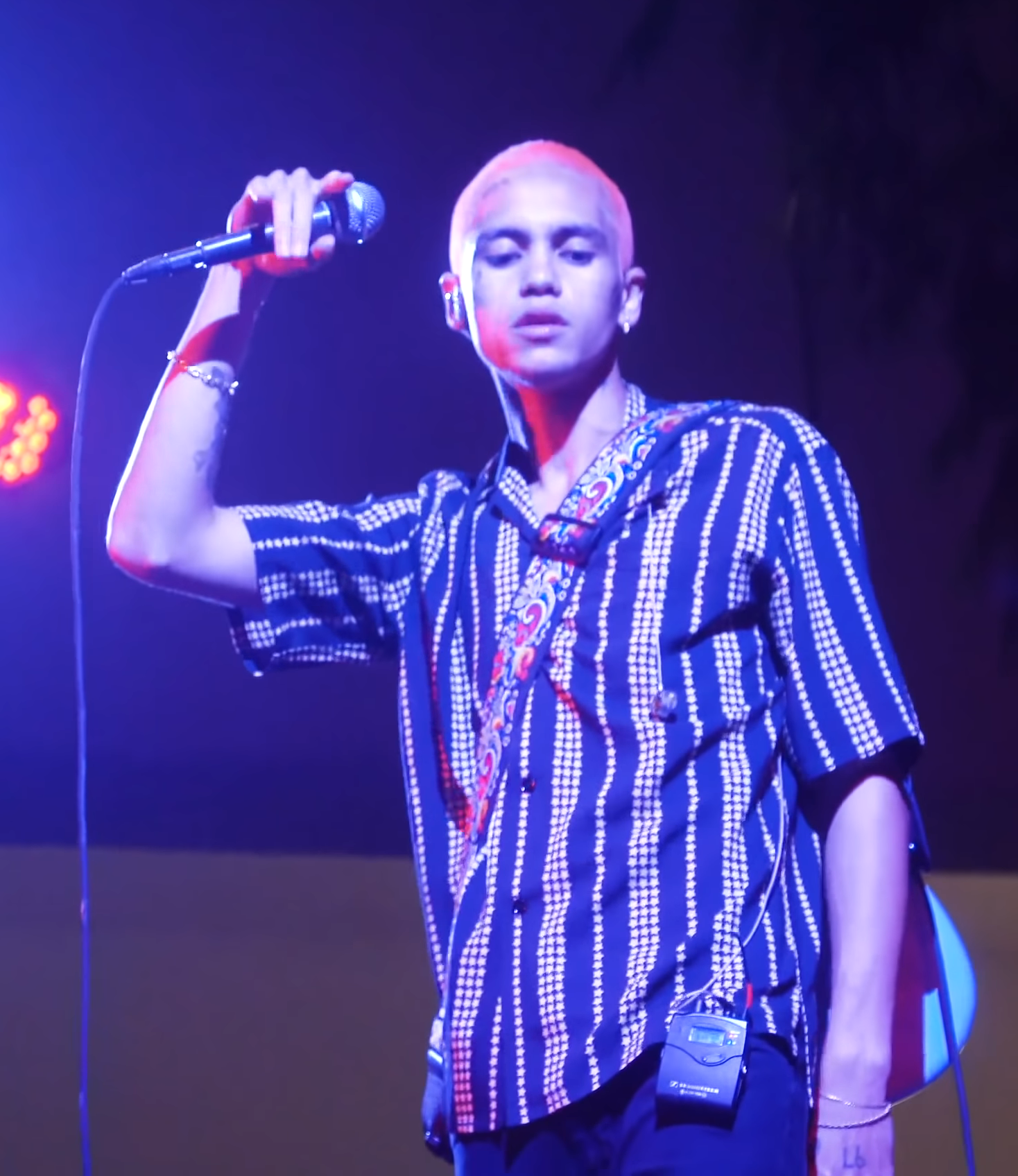
Файк під час виступу, 2019 рік

У січні 2019 року повідомив, що працює над альбомом. 4 квітня 2019 року «Brockhampton» завантажив відео «This Is Dominic Fike» на свій YouTube-канал з синглом Файка «3 Nights». Неодноразово співпрацював з Kevin Abstract з «Brockhampton». Їхня найпопулярніша пісня «Peach» з альбому «Arizona Baby» Kevin Abstract.
7 червня 2019 року випустив два сингли «Açaí Bowl» і «Rollerblades». 4 липня 2019 року вийшов ще один сингл «Phone Numbers», спродюсований Kenny Beats. Відео на цю пісню вийшло 15 жовтня 2019 року. 9 липня 2019 року оголосив, що цього року вирушить у тур «Rain or Shine». Північноамериканський етап туру розпочався 31 серпня у Філадельфії та завершився 3 жовтня в Лос-Анджелесі. У вересні 2019 року оголосив про співпрацю з Марком Джейкобсом у створенні одягу. Того ж місяця виконав пісню «Chicken Tenders» на концерті в Чикаго під час свого туру. 17 січня 2020 року випустив спільну роботу з Halsey «Dominic's Interlude» з третього студійного альбому співачки «Manic». 26 червня 2020 року вийшов перший сингл «Chicken Tenders» з його дебютного студійного альбому. 9 липня випустив сингл «Politics & Violence» і оголосив, що його дебютний студійний альбом матиме назву «What Could Possibly Go Wrong», вихід якого планувався на 31 липня. 7 серпня 2020 року з'явився у другому епізоді документального серіалу «The New York Times Presents». У вересні 2020 року став хедлайнером серії концертів Fortnite. 19 березня 2021 року знявся в пісні Джастіна Бібера «Die for You» з шостого студійного альбому Бібера «Justice». У серпні 2021 року приєднався до акторського складу другого сезону підліткової драми HBO «Ейфорія». 2023 року розповів, що його ледь не вигнали з акторського складу через часте вживання наркотиків під час фільмування.

### З 2023 року: «Sunburn»
У квітні 2023 року виступив на «Коачеллі». 7 квітня 2023 року видалив усі дописи зі свого облікового запису Instagram і опублікував перший тизер майбутнього синглу «Dancing in the Courthouse», який вийшов 14 квітня 2023 року. 18 травня 2023 року анонсував свій другий студійний альбом «Sunburn» з 15 треками. 27 травня 2023 року вийшов другий сингл «Ant Pile». 2 червня 2023 року випустив сингл «Mona Lisa», у день випуску американським продюсером Метро Бумін першого альбому з саундтреками до фільму «Людина-павук: Крізь Всесвіт». Спочатку пісня я містилась у подарунковому виданні альбому саундтреків, яке вийшло через три дні після фільму та звичайного видання, але пізніше пісню видалили і додали до деяких версій «Sunburn» 30 травня 2023 року оголосив про північноамериканський тур «Don't Stare At The Sun» з датою початку 13 липня 2023 року в Індіанаполісі. 5 липня 2023 року також оголосив, що тур продовжиться до Великої Британії, з виступами у Глазго, Манчестері, Бірмінгемі та Лондоні. Четвертий і останній сингл «Mama's Boy» вийшов 23 червня 2023 року. «Sunburn» вийшов 7 липня 2023 року на Columbia з 15 треками.
24 квітня 2024 року поділився своїм новим мініальбомом «14 Minutes» з ексклюзивною групою шанувальників у Лос-Анджелесі. 3 травня 2024 року мініальбом вийшов на потокових сервісах.
31 січня 2025 року вийшла пісня «Love Hangover», записана разом з колишньою зіркою «Blackpink» Дженні, з її майбутнього альбому «Ruby». Трек досяг 96 місця в Billboard Hot 100.
У лютому 2025 року підтвердили його участь у третьому сезоні «Ейфорії».

## Особисте життя
З 2019 року до кінця 2021 року перебував у стосунках з американською акторкою Діаною Сільверс. Під час роботи над другим сезоном «Ейфорії» познайомився з акторкою Гантер Шафер. Повідомлялося, що вони почали зустрічатися у січні 2022 року, а Файк підтвердив в інтерв'ю у липні 2023 року, що вони розійшлися. На початку 2024 року мав стосунки з Грейс Нікелс, молодшою сестрою американської акторки Емми Робертс.

## Дискографія

### Студійні альбоми
- What Could Possibly Go Wrong (2020)
- Sunburn (2023)

## Фільмографія
| Рік  |   | Українська назва | Оригінальна назва           | Роль        |
| ---- | - | ---------------- | --------------------------- | ----------- |
| 2023 | ф | Мати-Земля       | Earth Mama                  | Майлз       |
| 2024 | ф | Маленька смерть  | Little Death                | AJ          |
| 2020 | с |                  | The New York Times Presents | у ролі себе |
| 2022 | с | Ейфорія          | Euphoria                    | Елліот      |

## Нагороди та номінації
| Рік  | Організація  | Нагорода                                   | Робота       | Результат |
| ---- | ------------ | ------------------------------------------ | ------------ | --------- |
| 2020 | NME          | Головні нові виконавці 2020 року           | Домінік Файк | Включно   |
| 2022 | Греммі       | Альбом року                                | Justice      | Номінація |
| 2022 | MTV Movie&TV | Найкращий поцілунок (Разом з Гантер Шафер) | Ейфорія      | Номінація |